# GoDaddy
GoDaddy, Inc. is een Amerikaans beursgenoteerde registrar en webhoster. Het is wereldwijd de grootste registrar van domeinnamen.

## Beschrijving

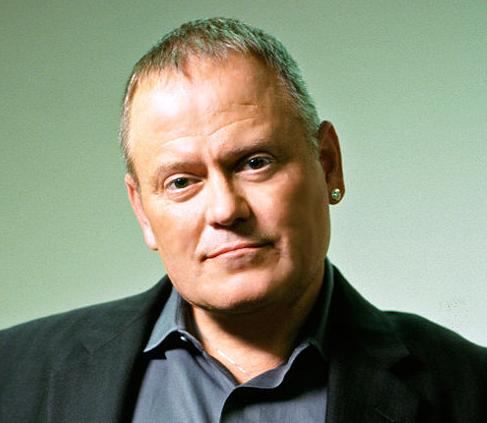
Oprichter Bob Parsons

GoDaddy werd in 1997 opgericht door Bob Parsons, toen nog onder de naam Jomax Technologies. In 1999 werd de bedrijfsnaam hernoemd. Het oorspronkelijke logo had een cartoongezicht met warrig haar en een zonnebril. Begin 2020 toonde het een nieuw bedrijfslogo.
Tussen 2012 en 2020 werden in totaal 22 overnames gerealiseerd voor een strategische plek binnen de internetbranche en online activiteiten.
In juli 2011 werd GoDaddy overgenomen door een consortium bestaande uit Kohlberg Kravis Roberts & Co. (KKR) en Silver Lake. De eigenaren KKR en Silver Lake hebben het bedrijf in 2015 naar de beurs gebracht.
Eind 2016 kondigde het bedrijf plannen aan om de Host Europe Group over te nemen voor een bedrag van €1,69 miljard. Deze overname werd afgerond op 3 april 2017.
Op 4 september 2019 werd voormalig Expedia-directeur Aman Bhutani de nieuwe CEO.

### Domeinnamen
In 2010 beheerde GoDaddy bijna 40 miljoen domeinnamen, waarmee het de grootste registrar ter wereld was. In 2021 was dit aantal gegroeid naar 75 miljoen domeinnamen. Het bedrijf is in 2019 de op drie na grootste aanbieder van SSL-certificaten.

## Sponsoring
GoDaddy is sponsor van meerdere sporters, sportevenementen en racetoernooien. Het bedrijf was van 2011 tot en met 2016 de hoofdsponsor en naamgever van de GoDaddy Bowl.
Daarnaast doneert het bedrijf aan diverse instanties.

## Kritiek
In december 2011 kondigde Jimmy Wales op Twitter aan dat de ruim 23.000 bij GoDaddy geregistreerde domeinnamen van Wikimedia en domeinen van Wikia zouden worden overgedragen aan een andere registrar als protest tegen zijn standpunt over de Stop Online Piracy Act (SOPA).